# جيف كولمان (لاعب كرة قدم)
جيف كولمان (بالإنجليزية: Geoff Coleman)‏ هو لاعب كرة قدم بريطاني في مركز ظهير ‏، ولد في 13 مايو 1936 في Bedworth ‏ في المملكة المتحدة. لعب مع نورثامبتون تاون.